# Liste von Höhlen in Niedersachsen
Die Liste von Höhlen in Niedersachsen erhebt keinen Anspruch auf Vollständigkeit.

## Liste

### Landkreis Göttingen
| Bezeichnung             | Ortschaft               | Bemerkungen                              | Bild |
| ----------------------- | ----------------------- | ---------------------------------------- | ---- |
| Einhornhöhle            | Scharzfeld              | Größte begehbare Schauhöhle im Westharz. |      |
| Himmelreichhöhle        | Walkenried              |                                          |      |
| Iberger Tropfsteinhöhle | Bad Grund               |                                          |      |
| Jettenhöhle             | Düna (Osterode am Harz) |                                          |      |
| Lichtensteinhöhle       | Osterode am Harz        |                                          |      |
| Marthahöhle             | Osterode am Harz        |                                          |      |
| Steinkirche Scharzfeld  | Herzberg am Harz        |                                          |      |
| Hurkutstein             | Gleichen                | Wohnhöhle                                |      |

### Landkreis Hameln-Pyrmont
| Bezeichnung     | Ortschaft          | Kreis bzw. Stadtregion                            | Bild |
| --------------- | ------------------ | ------------------------------------------------- | ---- |
| Riesenberghöhle | Hessisch-Oldendorf | Im Süntel, 980 Meter lang.                        |      |
| Schillat-Höhle  | Hessisch-Oldendorf | Als Schauhöhle in Teilen zugänglich.              |      |
| Dunsthöhle      | Bad Pyrmont        | So benannt wegen des aufsteigenden Kohlendioxids. |      |

### Region Hannover
| Bezeichnung     | Ortschaft | Kreis bzw. Stadtregion | Bild |
| --------------- | --------- | ---------------------- | ---- |
| Homeisters Loch | Springe   | Region Hannover        |      |

### Landkreis Hildesheim
| Bezeichnung   | Ortschaft      | Bemerkungen | Bild |
| ------------- | -------------- | ----------- | ---- |
| Lippoldshöhle | Alfeld (Leine) |             |      |

### Landkreis Holzminden
| Bezeichnung     | Ortschaft | Bemerkungen                                     | Bild |
| --------------- | --------- | ----------------------------------------------- | ---- |
| Rothesteinhöhle | Holzen    | Funde unter anderem von der Aunjetitzer Kultur. |      |

### Osnabrück
| Bezeichnung          | Ortschaft   | Bemerkungen                              | Bild |
| -------------------- | ----------- | ---------------------------------------- | ---- |
| Gertrudenberger Loch | Sonnenhügel | ehemaliger unterirdischer Kalksteinbruch |      |

### Landkreis Wolfenbüttel
| Bezeichnung    | Ortschaft | Bemerkungen         | Bild |
| -------------- | --------- | ------------------- | ---- |
| Hubertusgrotte | Selde     | Künstlich angelegt. |      |